# 于爾維克
于爾維克（挪威語：Ulvik）是挪威的一個市镇，位於韦斯特兰郡，行政中心为于爾維克村。市镇面积为722平方公里，人口数量为1,080人（2020年），人口密度为每平方公里1.6人。